# Morgunowo (Kaliningrad)
Morgunowo (russisch Моргуново, deutsch Langendorf, Kreis Königsberg/Samland) ist ein Ort in der russischen Oblast Kaliningrad. Er gehört zur kommunalen Selbstverwaltungseinheit Stadtkreis Gurjewsk im Rajon Gurjewsk.

## Geographische Lage
Morgunowo liegt 23 Kilometer nordöstlich der Oblasthauptstadt Kaliningrad (Königsberg) an einer Nebenstraße, die von Bajewka (Kuikeim) unweit der Regionalstraße 27A-024 (ex A190) über Uroschainoje (Lethenen) nach Nowgorodskoje (Mettkeim) führt. Die nächste Bahnstation ist Bajewka an der Bahnstrecke Kaliningrad–Sowetsk (Königsberg–Tilsit).

## Geschichte
Das bis 1946 Langendorf genannte Dorf gehörte zwischen 1874 und 1945 zum Amtsbezirk Damerau (heute russisch: Sokolowka) im Landkreis Königsberg (Preußen) (1939 bis 1945 Landkreis Samland) im Regierungsbezirk Königsberg der preußischen Provinz Ostpreußen.
Im Jahre 1945 kam Langendorf mit dem nördlichen Ostpreußen zur Sowjetunion. Im Jahr 1947 erhielt der Ort die russische Bezeichnung Morgunowo und wurde gleichzeitig dem Dorfsowjet Dobrinski selski Sowet im Rajon Gurjewsk zugeordnet. Von 2008 bis 2013 gehörte Morgunowo zur Landgemeinde Dobrinskoje selskoje posselenije und seither zum Stadtkreis Gurjewsk.

### Einwohnerentwicklung
| Jahr | Einwohner |
| ---- | --------- |
| 1910 | 150       |
| 1933 | 187       |
| 1939 | 159       |
| 2002 | 311       |
| 2010 | 327       |

## Kirche
Das mehrheitlich evangelische Langendorf war vor 1945 dem Kirchspiel Schönwalde (heute russisch: Jaroslawskoje) zugeordnet. Es gehörte zum Kirchenkreis Königsberg-Land II (nördlich des Pregel) innerhalb der Kirchenprovinz Ostpreußen der Kirche der Altpreußischen Union. Letzter deutscher Geistlicher war Pfarrer Georg Mudrack.
Heute liegt Morgunowo im Einzugsbereich der in den 1990er Jahren neu entstandenen evangelisch-lutherischen Kirchengemeinde in Marschalskoje (Gallgarben), einer Filialgemeinde der Auferstehungskirche in Kaliningrad (Königsberg) in der Propstei Kaliningrad der Evangelisch-lutherischen Kirche Europäisches Russland (ELKER).